# (23475) 1990 VM2
1990 في أم 2 (ويعرف أيضًا باسم (23475) 1990 في أم 2 وفق تسمية الكوكب الصغير) (بالإنجليزية: 1990 VM2)‏ هو كويكب ضمن حزام الكويكبات؛ وترتيبه 23475 من حيث الاكتشاف.
اكتُشف هذا الجُرم الفلكي بواسطة Kin Endate ‏ في 13 نوفمبر 1990.

## وصلات خارجية
- (23475) 1990 VM2 في قاعدة بيانات مختبر الدفع النفاث لأجرام النظام الشمسي الصغيرة

- الاكتشاف · مخطط المدار ·  العناصر المدارية · المعلمات المادية

- (23475) 1990 VM2 على موقع ويكي سكاي: DSS2, SDSS, GALEX, IRAS, Hydrogen α, X-Ray, Astrophoto, Sky Map, Articles and images